# Bay Village (Ohio)
Bay Village ist eine City im Cuyahoga County im US-Bundesstaat Ohio. Sie liegt rund 20 Kilometer westlich von Cleveland am Ufer des Eriesee und ist 18,4 km² groß. Das U.S. Census Bureau ermittelte bei der Volkszählung 2020 eine Einwohnerzahl von 16.163.
Bay Village geht zurück auf eine Streusiedlung am Nordrand von Dover Township, die als North Dover bezeichnet wurde. Die Bevölkerung betrieb Fischfang sowie Apfel- und Pfirsichplantagen. Nach dem Sezessionskrieg bauten sich einige wohlhabende Clevelander am Seeufer ihre Wochenendhäuser.
Aufgrund von Steuerstreitigkeiten gründete sich die Siedlung am 20. Juli 1901 als Bay Township aus. Die Umbenennung in Bay Village wurde im Zuge der Stadterhebung am 1. Januar 1950 vollzogen.
Nachdem North Dover 1882 Bahnanschluss durch die New York, Chicago and St. Louis Railroad erhalten hatte, nahm die Bevölkerung im Laufe des 20. Jahrhunderts stark zu von 450 Einwohnern 1910 über 3.700 (1940) auf die heutigen rund 16.000 Einwohner. Die Landwirtschaft wurde durch die Wohnbebauung zurückgedrängt und letztlich aufgegeben; nennenswerte Industrie entstand bisher nicht.

## Söhne und Töchter der Stadt
- Patricia Heaton (* 1958), Schauspielerin
- Richard Patrick (* 1968), Sänger
- Kate Voegele (* 1986), Sängerin, Komponistin, Gitarristin, Pianistin und Schauspielerin
- Lili Reinhart (* 1996), Schauspielerin